# 長野電鐵

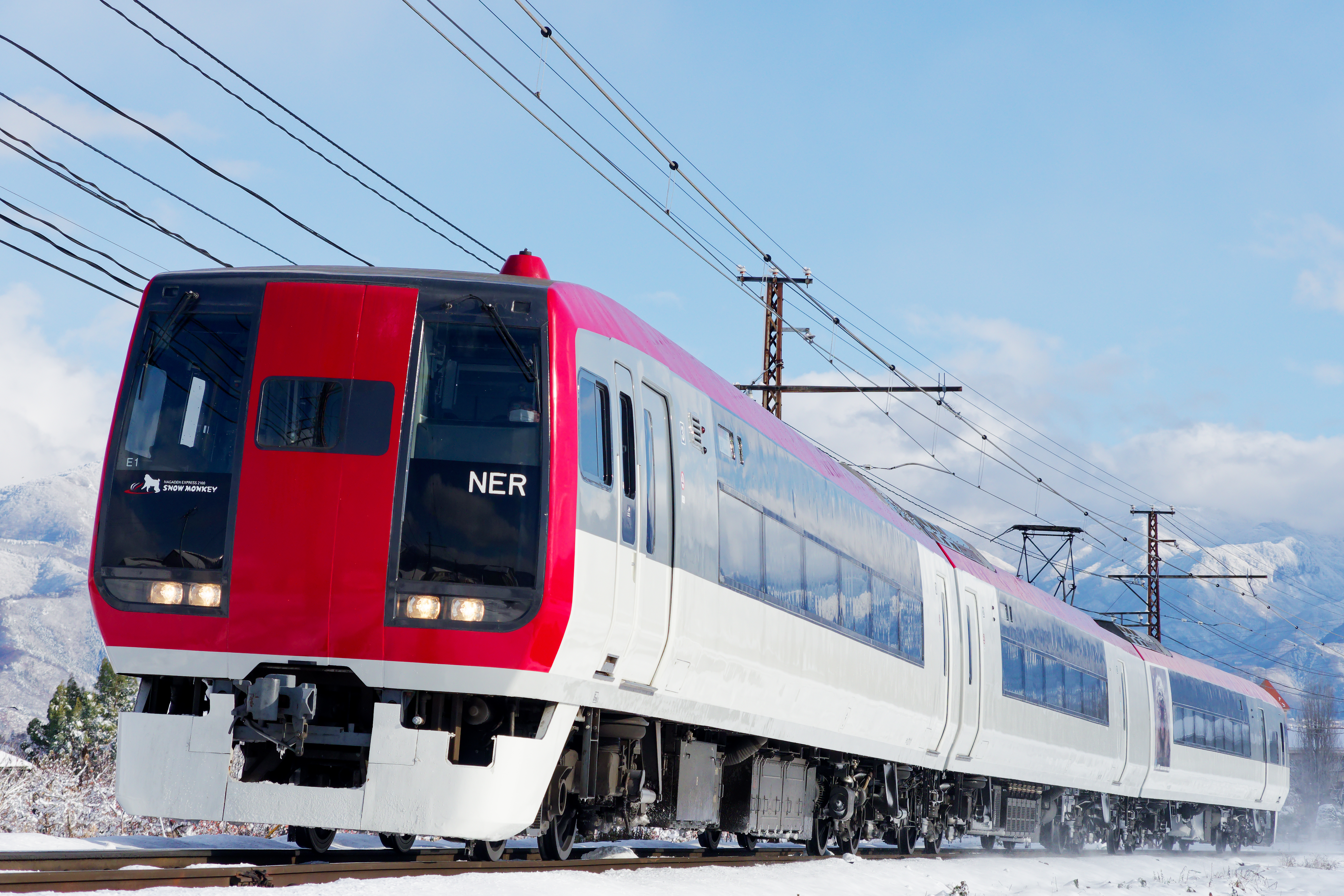
長野電鐵2100系特急列車「雪猴號」（スノーモンキー）

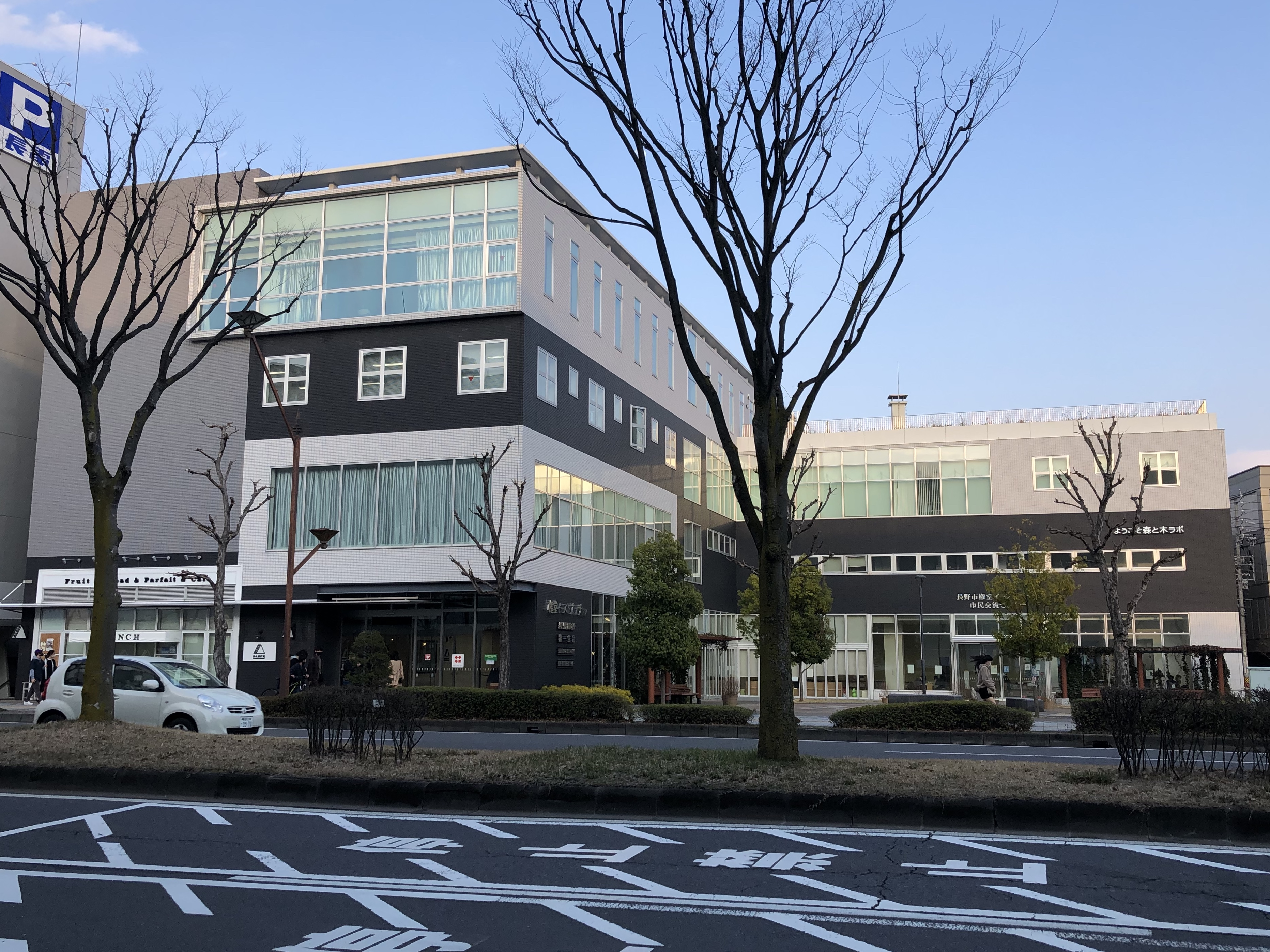
位在權堂車站長野電鐵總公司

長野電鐵股份有限公司（日语：／ Nagano Dentetsu */?），簡稱長野電鐵，是一家以日本長野縣北部作為服務範圍的中等規模地方性私人鐵路公司，總部設於長野市權堂町的權堂車站前。長野電鐵的歷史最早可以回溯到1920年時創立的河東鐵道，除了鐵路運輸的本業外，也經營包括不動產、觀光、旅行代理與廣告、保險等周邊事業，是長電集團的核心企業。

## 使用車輛

### 現役車輛
- 1000系（日语：長野電鉄1000系電車）
- 2100系
- 3000系:2020年6月22日，長野電鐵正式將由營團03系電聯車改裝成的長野電鐵3000系電聯車投入營運，並規劃於2022年再引入4組編成，以便逐漸汰換現有的長野電鐵3500系電聯車（日语：長野電鉄3500系電車）與3600系電聯車[2][3][4]。

### 退役車輛
- 3500系（日语：長野電鉄3500系電車）:2023年1月15日，長野電鐵最後一組長野電鐵3500系電聯車因車廂老化而正式退役[4][5][6]。

## 路線
- 現有路線：

| 中文線名 | 日文線名 | 起點       | 終點          | 距離（公里） |
| -------- | -------- | ---------- | ------------- | ------------ |
| 長野線   |          | 長野（N1） | 湯田中（N24） | 33.2         |

- - 一般通稱為「長野電鐵本線」的長野線過去曾一度是三條不同的鐵路線，它們分別是長野線、河東線與山之內線（山の内線）。三條路線在各自廢除了部分路段的營運後，合組成今日的長野線。
- 廢線：
  - 河東線：信州中野站 － 木島站（2002年4月廢線，一般通稱為「木島線」。
  - 屋代線：屋代站 － 須坂站（2012年4月廢線，原本是河東線的一部分）。

## 外部連結
- 長野電鐵官方網站 （页面存档备份，存于）（日語）